# Kosmos CP1

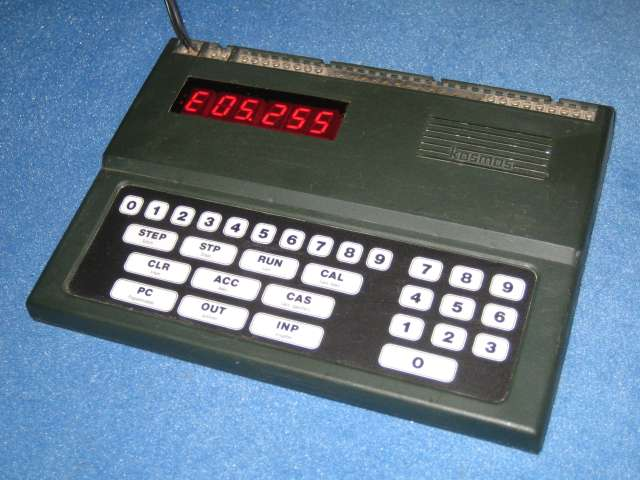
Kosmos Computer Praxis CP1

Der Kosmos CP1 („Computer-Praxis“) war ein Lerncomputer, der ab 1983 von dem für seine Experimentierkästen bekannten Kosmos-Verlag hergestellt wurde. Er sollte die Reihe der Kosmos-Elektronikbaukästen auf den Bereich der Computertechnik erweitern.

## Hardware
Als Prozessor ist ein mit 6 MHz getakteter Intel 8049 sowie ein 8155 im Einsatz, als Arbeitsspeicher stehen 128 Befehlsplätze (mit je 6 bit für den Befehl und 8 bit für den Operanden) zur Verfügung. Die Eingabe erfolgt über eine Folientastatur mit 30 Tasten (10 Ziffern, 10 Ziffern im Ziffernblock, 10 Funktionstasten). Für die Ausgabe ist lediglich eine sechsstellige 7-Segment-Anzeige eingebaut.
Das Gehäuse ist so konzipiert, dass es direkt mit den damals üblichen Basisplatten der Kosmos-Elektronikbaukästen verbunden werden kann.

## Software
Der Computer wird in einer vereinfachten Pseudo-Maschinensprache programmiert, die mittels des Interpreters im ROM des verbauten Microcontrollers ausgeführt wird. Eine direkte Programmierung der CPU in ihrer natürlichen Maschinensprache ist nicht möglich. Die Programmierung erfolgt durch die Eingabe der numerischen zweistelligen Befehle, gefolgt von dreistelligen Operanden. Insgesamt stehen 21 Befehle zur Verfügung plus 3 weitere bei Verwendung der Speichererweiterung CP3. Alle Zahlen (Befehle, Operanden, Daten, Adressen) werden im Dezimalsystem dargestellt.

## Zubehör

### Kassetten-Modul CP2
An das Kassetten-Modul kann über einen DIN-Anschluss ein handelsüblicher MC-Rekorder angeschlossen werden, um Programme zu laden bzw. zu speichern. Die Steuerung erfolgt über bereits auf dem Hauptrechner vorgesehene Funktionstasten.

### Speicher-Modul CP3
Speichererweiterung um 128 Speicherplätze auf insgesamt 256 sowie zusätzliche IO-Leitungen.

### Relais-Modul CP4
Über das Relais-Modul können 8 elektronische Relais gesteuert werden.

### Ein-/Ausgabe Universalinterface CP5
Das Interface enthält 8 Transistor-Verstärkerstufen mit 8 Leuchtdioden, die die Wirkung der Ausgabe-Befehle sofort sichtbar machen, sowie 8 Schalter, die weitere Experimente zur Dateneingabe erlauben. Die Ausgänge der Transistor-Verstärkerstufen sind für weitere Anwendungen herausgeführt.